# Tartan noir
Le tartan noir est une forme de fiction criminelle particulière à l'Écosse. Il a ses racines dans la littérature écossaise, mais emprunte des éléments d'ailleurs, en incluant le travail de James Ellroy et du genre roman noir. Le nom lui-même a été forgé par Ellroy, qui a appelé Ian Rankin « le roi du tartan noir » sur une couverture.

## Racines et influences
Le tartan noir comprend les traditions de la littérature écossaise, en étant fortement sous l'influence des Confessions d'un pécheur justifié de James Hogg et L'Étrange Cas du docteur Jekyll et de M. Hyde de Robert-Louis Stevenson. Ces livres traitent  entre autres sujets de la dualité de l'âme, de la nature du bien et du mal, des problèmes de rédemption, de salut et de damnation. Caledonian Antisyzygy - un phénomène écossais sur la dualité d'une entité simple - est une clé dans la littérature écossaise, mais apparaît surtout en évidence dans le genre du tartan noir. 
Les influences extérieures à l'Écosse les plus manifestes incluent le genre roman noir, particulièrement de Dashiell Hammett et  Raymond Chandler. Cela est particulièrement visible dans le travail d'Allan Guthrie, bien que le travail d'Ian Rankin porte aussi les empreintes du roman noir. Les influences plus récentes incluent le travail de James Ellroy, qui se concentre sur la corruption de la police et sociétale, elles se sont avérées surtout résonnant avec Ian Rankin. L'utilisation du style police procedural de Ed McBain a aussi eu de l'influence.
En dehors des États-Unis, les traditions européennes ont eu un impact sur l'écriture du crime écossais qui n'est pas si évident en Angleterre. Le Commissaire Maigret de Georges Simenon poursuit les criminels, mais refuse de les juger, voyant ça plutôt comme une situation humaine qui doit être comprise. Les échos de Maigret peuvent être clairement vus dans l'Inspecteur Jack Laidlaw, personnage principal de William McIlvanney  dans Laidlaw. La critique sociale dans la série policière Martin Beck de Sjöwall & Wahlöö est présente aussi dans beaucoup de travaux de tartan noir.

## Caractéristiques
La vision du monde des romans appartenant au tartan noir a l'habitude d'être cynique avec un côté désespéré, fatigué de la vie, caractéristique du roman noir.
De nombreux protagonistes dans les histoires de tartan noir sont des antihéros, avec qui le lecteur ne sympathise pas automatiquement – un exemple qui illustre ce fait se trouve dans Knots and Crosses de Ian Rankin quand l'Inspecteur Rebus vole ouvertement des petits pains et du lait dans un magasin, sans s'excuser ni éprouver de remords. Les personnages principaux passent souvent par des crises personnelles au cours des histoires, ces crises faisant souvent partie de la clé de l'histoire. Souvent le personnage principal a des raisons personnelles de s'occuper du crime, que ce soit lié à son passé ou à sa quête du sens du bien et du mal. Par exemple, le personnage de Val McDermid, Lindsay Gordon, dont la petite amie se fait tuer lors d'une conférence syndicale, utilise le meurtre et les moqueries homophobes visant son ancienne maîtresse décédée comme force d'impulsion pour attraper le meurtrier.

## Critique
Il y a un débat critique considérable pour savoir si le genre est valable ou créé de toutes pièces par les éditeurs cherchant à vendre à un public qui commençait à se lasser des sempiternelles fictions criminelles américaines et anglaises. William McIlvanney a dit que le genre entier est un ersatz.
Le large spectre d'auteurs de Val McDermid à Ian Rankin a donné aux critiques davantage de raisons pour questionner l'existence du genre, ainsi même que son nom. Charles Taylor a noté que le terme a une « nuance inéluctablement condescendante », en notant : « c'est une expression de touristes, en suggérant qu'il y a quelque chose de pittoresque dans cette fiction criminelle de dur-à-cuire qui vient du pays du kilt et du haggis ».

## Auteurs de tartan noir

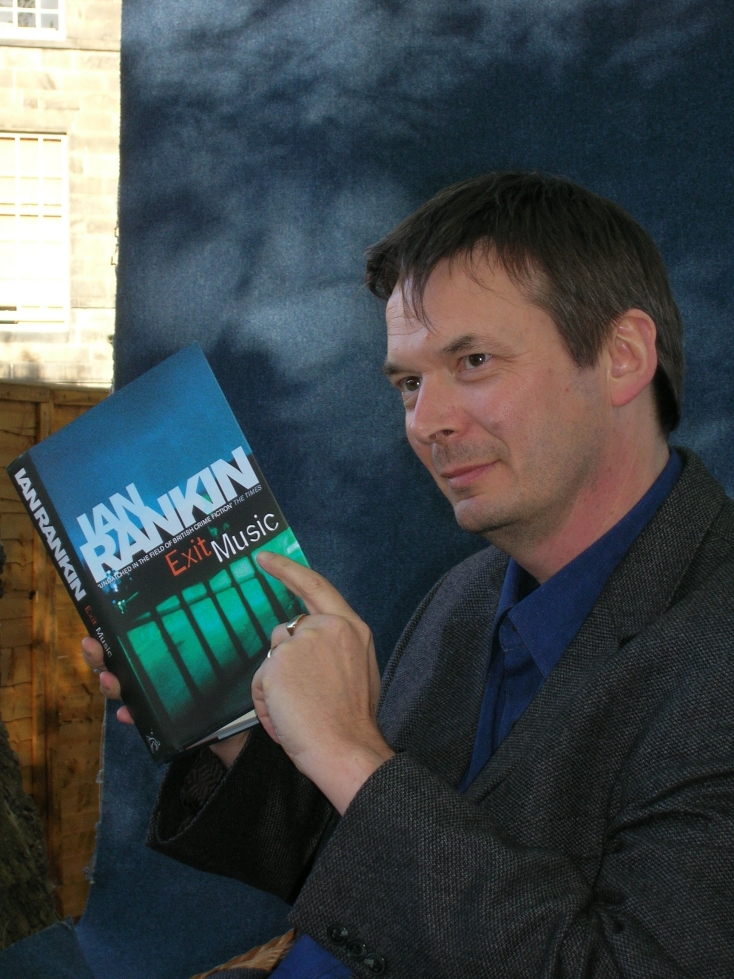
Ian Rankin et son ouvrage ExitMusic (2007).

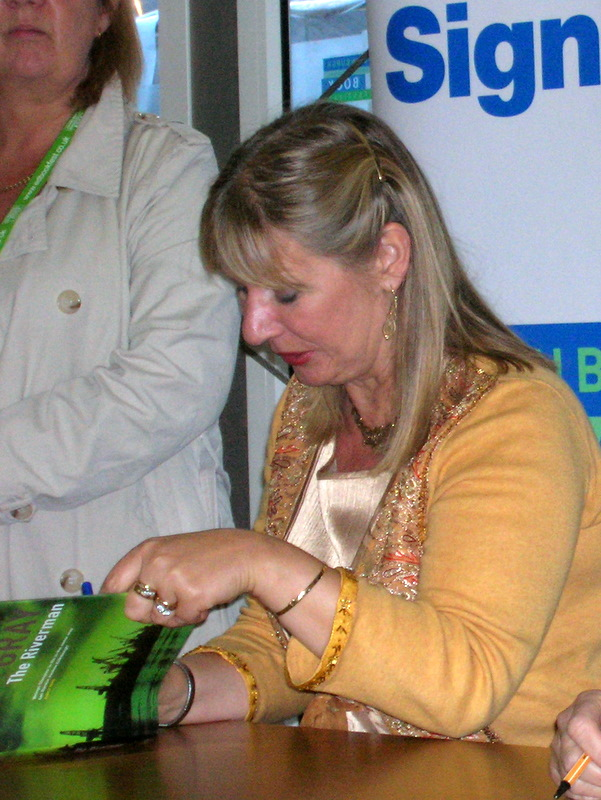
Alex Gray signant son roman The Riverman (2007).

- Lin Anderson
- Christopher Brookmyre
- Glenn Chandler
- Alex Gray
- Allan Guthrie
- Stuart MacBride
- Val McDermid
- William McIlvanney
- Denise Mina
- Ian Rankin
- Manda Scott
- Louise Welsh